# Ulrich Schmidt (Kunsthistoriker)
Ulrich Schmidt (* 16. Oktober 1930 in Berlin) ist ein deutscher Kunsthistoriker.
Er studierte zunächst Jura, dann ab 1955 Kunstgeschichte, Klassische Archäologie und Geschichte in Frankfurt, Münster und Göttingen, wo er 1963 promoviert wurde. Von 1972 bis 1982 war er Direktor des Museums Wiesbaden. Zu Beginn seiner Amtszeit erfolgte zum 1. Januar 1973 die Übernahme des Museums durch das Land Hessen. Von 1982 bis zu seinem Ruhestand 1995 war er Direktor der Staatlichen Kunstsammlungen Kassel.

## Schriften
- Die privaten Kunstsammlungen in Frankfurt am Main von ihren Anfängen bis zur Ausbildung der reinen Kunstsammlung. Dissertation Göttingen 1963.